# Atli Heimir Sveinsson
Atli Heimir Sveinsson (* 21. September 1938 in Reykjavík; † 20. April 2019) war ein isländischer Komponist und Dirigent.

## Leben
Atli Heimir Sveinsson wurde in Reykjavík geboren und spielte seit seinem zehnten Lebensjahr Klavier. Bis 1957 studierte er an der Musikhochschule Reykjavík Klavier bei Rögnvaldur Sigurjónsson. Ab 1959 lebte Atli Heimir mehrere Jahre in einem katholischen Kloster bei Osnabrück.
Später studierte er an der Staatlichen Musikhochschule Köln, u. a. bei Günter Raphael und Bernd Alois Zimmermann. 1963 besuchte er die Darmstädter Ferienkurse, wo er u. a. György Ligeti und Olivier Messiaen traf. In den beiden folgenden Jahren studierte er bei Karlheinz Stockhausen und Gottfried Michael Koenig. Letzterer brachte ihn dazu, mit der Komposition elektronischer Werke zu beginnen. Er ging zurück nach Reykjavík und begann seine Arbeit als Dirigent. Von 1968 bis 1978 arbeitete er als Musiklehrer am Gymnasium in Reykjavík, seitdem war er Lehrer für Komposition an der Reykjavíker Musikhochschule. Von 1972 und 1983 war er Präsident der Vereinigung isländischer Komponisten. Seit 1993 war Atli Heimir Mitglied der Königlichen Schwedischen Musikakademie. Außerdem war er Produzent des isländischen Rundfunks.
Atli Heimir Sveinsson war verheiratet mit Sif Sigurðardóttir, die 2018 starb, und hatte mit ihr zwei Kinder. Am 21. April 2019 berichtete der isländische Rundfunk RÚV, dass Atli Heimir verstorben sei.

## Werke (Auswahl)

### Bühnenwerke

#### Opern
- Die Seidentrommel (1982)
- Vikivaki TV opera (1989)
- Moonlight Island (1995)
- Hertervig (1997)

#### Musical
- Land míns föður (Land meines Vaters) (1985)

### Vokalwerke
- Liederzyklus zu Steinn Steinarrs Gedicht Zeit und Wasser
- Vier Frühlingslieder
- Þrjú sönglög (Drei Lieder) für tiefe Stimme, Viola und Klavier (2000)

### Solowerke
- Zehn Solokonzerte (darunter Flötenkonzert von 1976)
- verschiedene Werke für Soloinstrumente
- Sonate für Viola solo (2002)

### Kammermusik
- Sechs Symphonien (1999–2008)[7] (seine zweite Symphonie wurde am 1. Juni 2006 in Reykjavík uraufgeführt)[8]
- Drei Trios für Violine, Cello und Klavier (1985, 2005, 2008)
- Drei Impressionen für Flöte, Violine, Cello, Harfe, Celesta und Schlagzeug (1962)
- Hlymi (Klänge) für Kammerorchester (1965)
- Cathexis für Viola und Klavier (1977–1978)
- Dúó Rapp für Viola und Kontrabass (2004)
- Exploration für Viola und Orchester (1971)

## Auszeichnungen
- Musikpreis des Nordischen Rates für sein Flötenkonzert (1976)[1]

Erst durch die Verleihung des Preises an Atli Heimir Sveinsson wurde er international berühmt.